# Yosuke Fukuda
Yosuke Fukuda (Japans: 福田洋介, Fukuda Yōsuke) (Suginami, Tokio, 19 april 1975) is een Japans componist en hoboïst.

## Levensloop
Als klein jongetje maakte hij al muziek, omdat hij een synthesizer bespeelde. Op 11-jarige leeftijd begon hij met eerste kleine composities en arrangementen met hulp van de multimedia-mogelijkheden van zijn computer te schrijven. Op 12-jarige leeftijd arrangeerde hij werken van Claude Debussy voor synthesizer. Op de Junior High School werd hij vertrouwd met blaasinstrumenten en het harmonieorkest en hun muziek. Dadelijk schreef hij zijn eerste werken voor dat medium en arrangeerde werken van bekende meesters voor het harmonieorkest.
In 1991 begon zijn research op het terrein van de synthesizer en de multimediamogelijkheden van de computer simultaan. In 1994 gradueerde hij aan de High-School en was eerst in een muziekhandel werkzaam, maar hij componeerde verder, bijzonder voor het theater, de opera, voor dans-companieën en voor het televisie. In 1999 werd hij tot president van het Desital Wonderland, DAW Product benoemd.

## Composities

### Werken voor harmonieorkest
- 1997 FU-GA-KU II[1]
- 1997 Lyric of Red Maple
- 1999 Pastorale Printemps
- 2000 Suite Romanesque
  1. Overture Marziale
  2. Chorale
  3. Scherzo de Callion
  4. Marche Glorieuse
- 2001 Douchu-Rhapsody
- 2003 Hokusai Impressions
- 2004 KA-GU-RA for Band
- 2004 Kaze no mai (Dancing in the Wind)[2]
- 2005 March "Brand new Day"
- 2005 HOU-OH - Phoenix Rhapsody
- 2005 Journey to hopeful skies, concertmars
- 2006 Symphonic Dances for Wind Ensemble
  1. Renaissance Dances
  2. Tango
  3. Hoe-Down
  4. Spiritual(Bon-Odori-Uta)
  5. Berry Dance
- 2006 Rhapsody IV - "Moon Dance"[3]
- 2006 Landmarks of invisible Shines
- 2006 March - Brand new day
- 2007 The door to the paradise - Concert Overture[4]
- 2007 Scherzo for Band - KAEN-BAYASHI
- 2007 Sky Corridor - Rhapsody for Band
- 2007 Rhapsody VII - "JADE"
- 2007 LOVE POP SOUL!
- 2008 Fantasia I - Beauty and Wisdom[5]
- 2008 Rhapsody X - "Dragon High"[6]
- 2008 YUKI-NO-HANABIRA[7]
- 2008 IZAYOI - Secret Moon
- 2008 Signals from Triton
- 2008 Songs for Morning
- 2008 HANA-EN-BU
- 2008 L'evantaille de papillon
- 2008 Wings through the rainbow
- 2008 TEN-JIN Prelude
- 2009 SAKURA Symphonia
- 2009 Starry Journey - Prelude
- 2009 Philharmonic Stepps!!
- 2009 Gentle Clouds, Air voor harmonieorkest
- 2009 Nogake-S'Amurei, fantasie voor harmonieorkest
- 2009 Saxophone Chansonnet - Concerto, voor altsaxofoon en harmonieorkest
- 2009 Firefly Fantasy
- 2010 Wing Colors
  1. Red Wing
  2. Blue Wing
  3. Silver Wing
- 2012 Sakura Song

### Kamermuziek
- 1996 In the quiet woods... voor hobo (of sopraan), cello (of bariton) en piano
- 1997 Divertiment for Woodwind Quintet  voor fluit, hobo, klarinet, hoorn en fagot
  1. Playfully (Ebi-Su-Ten)
  2. Actively (Dai-Koku-Ten)
  3. Heroically (Bisha-Mon-Ten)
  4. Embracery (Ben-Zai-Ten)
  5. Comforatably (Fuku-Roku-Ju)
  6. Narratively (Ju-Rou-Jin)
  7. Large-minded (Ho-Tei)
- 1999 Epiphylium voor piano solo
- 2001 Suite Lyrique voor fluit, hobo, klarinet, altsaxofoon en basklarinet
  1. Poeme lyrique d'air
  2. Chant d'amor
  3. Toccata
- 2005 Perfume de Verre, voor 5 blokfluiten en 4 saxofoons
- 2005 Rhapsody I - "The way far a way", voor dwarsfluit, 2 klarinetten, altsaxofoon, trombone, eufonium, tuba en slagwerk
- 2005 Rhapsody II - "Desire to your bud", voor dwarsfluit, 4 klarinetten, altsaxofoon, tenorsaxofoon, fagot (of: 2 dwarsfluiten, 3 klarinetten en basklarinet)
- 2006 HANA-EN-BU, voor 2 trompetten, 2 hoorns, 2 trombones, eufonium en tuba
- 2006 Rhapsody IV - "Moon Dance", voor 3 dwarsfluiten, hobo, klarinet, altsaxofoon, trompet, 2 slagwerkers
- 2006 Symmetric Sonata, voor trompet, altsaxofoon, trombone en eufonium (of: 2 trompetten, trombone en eufonium)
- 2006 Fantasia - Glowing Tree, voor koperensemble ( 3 trompetten, 2 althoorns, 2 trombones, 2 eufonium, tuba en 5 slagwerkers)
- 2006 Rhapsody V - "Masquerade", voor dwarsfluit, klarinet, hoorn, eufonium en tuba (of blaaskwintet: dwarsfluit, hobo, klarinet, hoorn en fagot)
- 2006 Rhapsody VI - "Arrow to indigo", voor 2 dwarsfluiten, altsaxofoon, trompet en 2 slagwerkers
- 2006 Idyll, voor dwarsfluit, hobo en klarinet
- 2007 Six tickets to S, voor altsaxofoon, tenorsaxofoon, baritonsaxofoon, trombone en 2 slagwerkers
- 2007 Delicious Rhapsody, voor saxofoonensemble (3 sopraan-, 3 alt-, 3 tenor- en 2 baritonsaxofoons)
- 2007 Rhapsody VIII - "Devil's kiss", voor zes klarinetten in bes
- 2007 Rhapsody IX - "La Parfum", voor dwarsfluit, sopraansaxofoon, 2 altsaxofoons, trompet, eufonium en slagwerk
- 2008 Saxophone Chansonnet, voor saxofoonsextet (sopraan-, 2 alt-, 2 tenor- en baritonsaxofoon)
- 2008 Rhapsody X - "Dragon High", voor klarinet, tenorsaxofoon, baritonsaxofoon, 2 trompetten, trombone, eufonium en slagwerk
- 2008 Danses Gothic, voor hobo, klarinet, fagot, trompet, hoorn, trombone en 2 slagwerkers
- 2008 Chanson - "Le Ciel", voor dwarsfluit, 2 klarinetten, basklarinet, altsaxofoon, tenorsaxofoon en 2 slagwerkers
- 2008 Renaissance Danses, voor koperkwintet (2 trompetten, hoorn, eufonium en tuba)
- 2008 Bouquet Sonnet, voor dwarsfluit, klarinet, tenorsaxofoon, trompet, hoorn, trombone en eufonium
- 2008 Silky Pavane, voor saxofoonkwintet (sopraan-, 2 alt-, tenor- en baritonsaxofoon (of: dwarsfluit, tenorsaxofoon, hoorn, trombone en eufonium)
- 2008 Swell Fellow, voor 2 dwarsfluiten, 2 klarinetten, fagot, altsaxofoon, tenorsaxofoon en baritonsaxofoon
- 2008 Ren-Jishi, voor 2 trompetten, hoorn, 2 trombones, eufonium en tuba
- 2008 Trio Chansonnet, voor 2 trombones en eufonium
- 2008 Scarlet Steps, voor 3 saxofoons (alt-, tenor- en baritonsaxofoon) of 3 andere houtblazers (dwarsfluit, hobo en klarinet)
- 2008 Arabesque d'anches, voor 2 hobo's en klarinet
- 2009 Phantom Tango, voor saxofoon, 2 trompetten, hoorn, trombone, tuba en 2 slagwerkers
- 2009 Destination of Flower, voor 2 dwarsfluiten, althobo en fagot
- 2009 Evening Rondo, voor 2 klarinetten, altsaxofoon en trompet
- 2009 Rondo Pastorale, voor dwarsfluit, klarinet, 2 trompetten, 2 hoorns
- 2009 Chanson of sickle moon, voor 2 klarinetten, altsaxofoon, baritonsaxofoon, trompet, hoorn en trombone
- 2009 Candybox Ragtime, voor koperkwintet (2 trompetten, hoorn, trombone en tuba)
- 2009 The Harvest Songs, voor dwarsfluit, klarinet, altsaxofoon en slagwerk
- 2009 KEN-BAI, voor klarinet, baritonsaxofoon, trompet, trombone, tuba en 3 slagwerkers
- 2009 Rhapsoby XI - "The moon in the Forest", voor 2 dwarsfluiten, klarinet, baritonsaxofoon, Trompet, hoorn, 2 eufonium
- Le Jardin Feerique

### Werken voor slagwerk
- 1995 HANDS for 5 Percussions (pauken x2, congas, bongos, tambourine, bas-tom(Surdo))
- 2006 Rhapsody III - "RIN", voor 3 slagwerkers
- 2007 Frosty Steps, voor zes slagwerkers
- 2008 Eternal times or drops, voor slagwerkensemble (7 spelers)

## Media
1. ↑  FU-GA-KU II
2. ↑  Kaze no mai (Dancing in the Wind)
3. ↑  Rhapsody IV - Moon Dance
4. ↑  The door to the paradise - Concert Overture
5. ↑  Fantasia I - Beauty and Wisdom
6. ↑  Rhapsody X - Dragon High
7. ↑  YUKI-NO-HANABIRA

- CiNii: DA14296390
- Library of Congress Control Number: no2016019011
- MusicBrainz: 4dbfd875-b126-4cb5-85d4-c9185ad682cc
- Bibliotheek van het Japanse parlement: 001114034
- Virtual International Authority File: 295163143
- WorldCat: E39PBJfRF3VXwtgXFPtcb8vWDq